# Hosein Vahid Khorasani
Hosein Vahid Khorasani (persiska: حسین وحید خراسانی) är en iransk shiamuslimsk ayatolla och marja'. Han är en av de ledande personligheterna i de religiösa seminarierna (hawza) i Qom. Enligt ett tillkännagivande från år 2014 anser Gemenskapen av seminarielärare i Qom att han är en av dem som det är tillåtet att göra taqlid till.